# Њорд
Њорд (старoнорвешки Njörðr, чије значење / етимологија није позната) један је од главних богова у божанском племену Ванир. Такође је и један од Есир богова, јер им је послат током рата између Есира и Ванира, заједно са сином Фрејром и кћерком Фрејом и тамо остао талац (у Млађој Еди је често сврставан међу Есире). Мајка Фрејра и Фреје је Њордова неименована сестра која је, на основу неких описа, вероватно Нертус или еквивалентна богиња. После рата настањује се у Ноатуну (староскандинавски Nóatún = бродоградилиште) месту између неба и мора. 
Њорд представља ветар и елементе мора, али је, као и други Ванири, у првом реду бог плодности; у религији Викинга био је посебно повезан са богатством, плодношћу, морем и морским путевима; покровитељ је пловидбе, риболова и лова на морске животиње. Изрека норвешких народа описивала је изузетно имућне људе „богатим као Њорд“.
Њорд се највише помиње у Прозној Еди (књига Гилфагининг, поглавље 23) где се описује венчање Њорда и Скади. Скади, припадница џинова Јотуна, дошла је код Есира тражећи одштету због убиства свог оца Тијазија. Добила је могућност да изабере једног од богова за свога мужа. Она је грешком изабрала Њорда, мислећи да је он Балдр. Њихов брак био је кратак и нескладан. Половину су провели у кући Скади у снежним планинама, које Њорд није могао да поднесе; другу половину су провели у Њордовој кући, која се налазила на обали. Скади такође није могла да поднесе атмосферу Њордовог дома, па су се разишли.
Након Одинове смрти, Њорд је постао владар Швеђана. Умро је од болести и пре смрти посветио се Одину и  тако постао предак Инглинга најстарије знане скандинавске династије шведског порекла. Његова моћ прешла је на његовог сина Фрејра.
То је отприлике све што преживели извори говоре о Њорду. Упркос мањку литерарних извора, други извори указују да је Њорд био веома цењен бог међу Норвежанима.